# 신박서클
신박서클(SB Circle)은 대한민국의 4인조 국악 및 월드 뮤직 그룹이다.

## 음악가적 기교

### 평가
2020년 《한국대중음악상》 선정위언회는 신박서클의 정규 음반 《Topology》을 최우수 크로스오버 음반상 후보로 선정하였다. 선정위원 김미소는 신박서클을 "국악, 재즈, 레게, 대중음악, 현대음악까지 장르를 가리지 않고 활약해온 뮤지션들이 모였기에 가능한 앨범이다"라 평가하였다.

## 구성원
| 이름            | 소개                                                                    |
| --------------- | ----------------------------------------------------------------------- |
| 신현필          | - 이름 : 신현필 - 학력 : 버클리음악대학 (학사) - 포지션 : 색소폰        |
| 박경소          | - 이름 : 박경소 - 학력 : 한국예술종합학교 (석사) - 포지션 : 가야금      |
| 서영도          | - 이름 : 서영도 - 학력 : 서울예술대학교 (학사) - 포지션 : 베이스        |
| 크리스티안 모란 | - 이름 : 크리스티안 모란 - 학력 : 버클리음악대학 (학사) - 포지션 : 드럼 |

## 음반 목록

### 정규 음반
- 2019 : 《위상수학(Topology)》
- 2021 : 《유사과학(Pseudoscience)》

### 싱글
- 2021 : 〈피톤치드(Phytoncide)〉

### 뮤직비디오
- 2021 : 〈밀실의 선풍기〉
- 2021 : 〈평면지구〉
- 2021 : 〈사카린〉
- 2021 : 〈해독〉
- 2021 : 〈피톤치드〉
- 2021 : 〈파워스톤〉
- 2021 : 〈음이온〉
- 2021 : 〈당신의 혈액형〉
- 2021 : 〈점성술〉

## 음반 외 활동 목록

### TV 버라이어티

#### 게스트
- 2021 : KBS1 《국악한마당》
- 2021 : 국악방송 《국악콘서트 판》

### 공연

#### 참여 공연
- 2019 : 《K뮤직페스티벌》
- 2019 : 《남산컨템포러리》
- 2020 : 《아시아퍼시픽뮤직미팅》
- 2021 : 《서울국악축제》
- 2021 : 《여우락 페스티벌》
- 2021 : 《해운대재즈페스티벌》